# Jonathan Knight
Jonathan Rashleigh Knight (ur. 29 listopada 1968 w Worcester) – amerykański muzyk i aktor pochodzenia angielskiego i francusko-kanadyjskiego, jeden z pięciu członków grupy New Kids On The Block.

## Życiorys

### Wczesne lata
Urodził się w Worcester w stanie Massachusetts w rodzinie anglikańskiej /episkopalnejjako piąte z szóstki dzieci Marlene (z domu Putnam) i Allana Knight. Kiedy miał około pięciu lat jego rodzina przeniosła się do Bostonu. Jego ojciec, Allan Knight, był pastorem w kościele All Saints, gdzie jego dzieci - Allison, Sharon, David, Christopher i Jordan - śpiewały w chórze kościelnym. Matka Jonathana znana była z działalności społecznej, a pomimo nie najlepszej sytuacji finansowej wzięła pod opiekę kilkoro dzieci. Aby wesprzeć niepewny byt rodziny, wraz z rodzeństwem występowali czasem śpiewając w metrze. 
W szkole podstawowej Jonathan pobierał nauki gry na fortepianie i szkolił swój głos w chórze.

### Kariera
W 1984 roku został poproszony przez szkolnego kolegę Donnie Wahlberga o przyłączenie się do powstającego właśnie zespołu. Zespół nosił nazwę Nynuk, która została bardzo szybko zastąpiona przez New Kids On The Block. Oprócz niego w zespole znalazł się też jego brat Jordan Knight, Danny Wood oraz Joey McIntyre, który dołączył nieco później.
Maurice Starr był oczarowany głosem Knighta, ale nie potrafił przełamać wrodzonej nieśmiałości Jonathana, który zadowolił się śpiewaniem chórków.
Przez cały czas istnienia zespołu, czyli od 1984 do 1994, Jonathan walczył z nasilającymi się atakami paniki i pogłębiającą depresją. Jak sam przyznał kilka lat później, przyczyną był stres spowodowany ogromną popularnością zespołu.
W 1993 roku, tuż po nagraniu ostatniego albumu Face The Music, Jonathan odszedł z zespołu i zaszył się na farmie. Grupa ruszyła w trasę bez niego, ale już w czerwcu 1994 roku na jednym z koncertów w Massachusetts jego brat Jordan ogłosił rozpad zespołu.
Prawda o przyczynie odejścia Jonathana z zespołu pozostawała nieznana aż do 2001 roku. Wówczas wraz z bratem został zaproszony do programu Oprah Winfrey Show. Odcinek był poświęcony zaburzeniom lękowym. Podczas całego nagrania Jonathan walczył z atakiem paniki, ale wytrwał do końca. Wówczas ujawnił, że w 1993 roku z powodu stresu i depresji popadł w załamanie nerwowe i postanowił odejść. Walka z depresją trwała trzy lata, aż wreszcie w 1997 roku Jonathan założył własną firmę Real Estate Developement Company i niedługo później wybudował dom w Essex M.A.
W 2001 udzielił wywiadu magazynowi „People”. Wywiad był przeprowadzony w jego domu.
W 2004 roku zgodził się wystąpić na jednym koncercie wraz z kolegami z zespołu tylko dlatego, że zgodził się na to jego brat. Pozostali członkowie grupy nie wyrazili zgody. Nieco później Jonathan wycofał swoją zgodę.

### Życie prywatne
Spotykał się z April Dorez. W styczniu 2011, podczas transmitowanego na żywo wywiadu telewizyjnego piosenkarka pop Tiffany Darwish powiedziała, że Jonathan Knight, z którym spotykała się w latach 1988-1990, jest gejem. W 2009, na łamach „The National Enquirer”, 27-letni Kyle Walker, ujawnił, że jest byłym chłopakiem Knighta, z którym spotykał się przez 18 miesięcy. 
W 2008 związał się z trenerem fitnessu Harleyem Rodriguezem. Obaj wzięli udział w 26. sezonie z serii reality show The Amazing Race, która została wyemitowany w CBS na początku 2015 roku, gdzie zajęli 9 miejsce. Obaj zaręczyli się, gdy Knight zaproponował to 15 listopada 2016, podczas wspólnych wakacji w Afryce.

## Filmografia
| Rok  | Tytuł                                                                         | Rola                 |
| ---- | ----------------------------------------------------------------------------- | -------------------- |
| 1989 | Hangin' Tough Live                                                            | w roli samego siebie |
| 1990 | New Kids on the Block: No More Games Live!                                    | w roli samego siebie |
| 1990 | Good Morning America                                                          | w roli samego siebie |
| 1990 | New Kids on the Block: Step by Step                                           | w roli samego siebie |
| 1990 | The 17th Annual American Music Awards                                         | w roli samego siebie |
| 1991 | Top of the Pops                                                               | w roli samego siebie |
| 1991 | New Kids on the Block at Disney-MGM Studios: Wildest Dreams                   | w roli samego siebie |
| 1991 | The 18th Annual American Music Awards                                         | w roli samego siebie |
| 2001 | Jonathan and Jordan Knight on Oprah Winfrey Show                              | w roli samego siebie |
| 2001 | E! True Hollywood Story — odcinek poświęcony New Kids on the Block            | w roli samego siebie |
| 2004 | Retrosexual: The 80's                                                         | w roli samego siebie |
| 2004 | VH1 Bands Reunited                                                            | w roli samego siebie |
| 2006 | Video on Trial                                                                | w roli samego siebie |
| 2006 | Video on Trial: '80s Superstars                                               | w roli samego siebie |
| 2008 | 1 1/2 rycerza (1 1/2 Ritter - Auf der Suche nach der hinreißenden Herzelinde) | gość                 |
| 2016 | Pełniejsza chata (Fuller House)                                               | Jonathan Knight      |